# 福渡站
福渡站（日语：／ Fukuwatari eki */?）是位於岡山縣岡山市北區建部町福渡，屬於西日本旅客鐵道（JR西日本）的津山線車站。此站是岡山市北區建部地區（前御津郡建部町）的中心車站。上下行方向均設有首班列車從此站開出。

## 歷史
- 1898年（明治31年）12月21日 - 中國鐵道（日语：中鉄バス）本線岡山市站至津山站開通，此站啟用。
  - 當時車站地址是岡山縣久米南條郡福渡村（日语：福渡町）福渡（日语：建部町福渡）。
- 1900年（明治33年）4月1日 - 隨著久米郡（第二次）成立，車站地址變為岡山縣久米郡福渡村福渡。
- 1922年（大正11年）11月23日 - 隨著實施町制，車站地址變為岡山縣久米郡福渡町（日语：福渡町）福渡。
- 1944年（昭和19年）6月1日 - 中國鐵道的鐵路部門被國有化，成為國有鐵道津山線車站。
- 1955年（昭和30年）2月1日 - 隨著福渡町（第二次）成立，車站地址變為岡山縣久米郡福渡町福渡。
- 1967年（昭和42年）1月15日 - 隨著建部町（日语：建部）（第二次）成立，車站地址變為岡山縣御津郡建部町福渡。
- 1987年（昭和62年）4月1日 - 伴隨國鐵分割民營化，車站由西日本旅客鐵道（JR西日本）營運。
- 2007年（平成19年）1月22日 - 建部町編入至岡山市，車站地址變為岡山縣岡山市建部町福渡（日语：建部町福渡）。
- 2009年（平成21年）4月1日 - 隨著岡山市成為政令指定都市，車站地址變為岡山縣岡山市北區建部町福渡。
- 2011年（平成23年）6月1日 - 成為無人車站。

## 車站構造

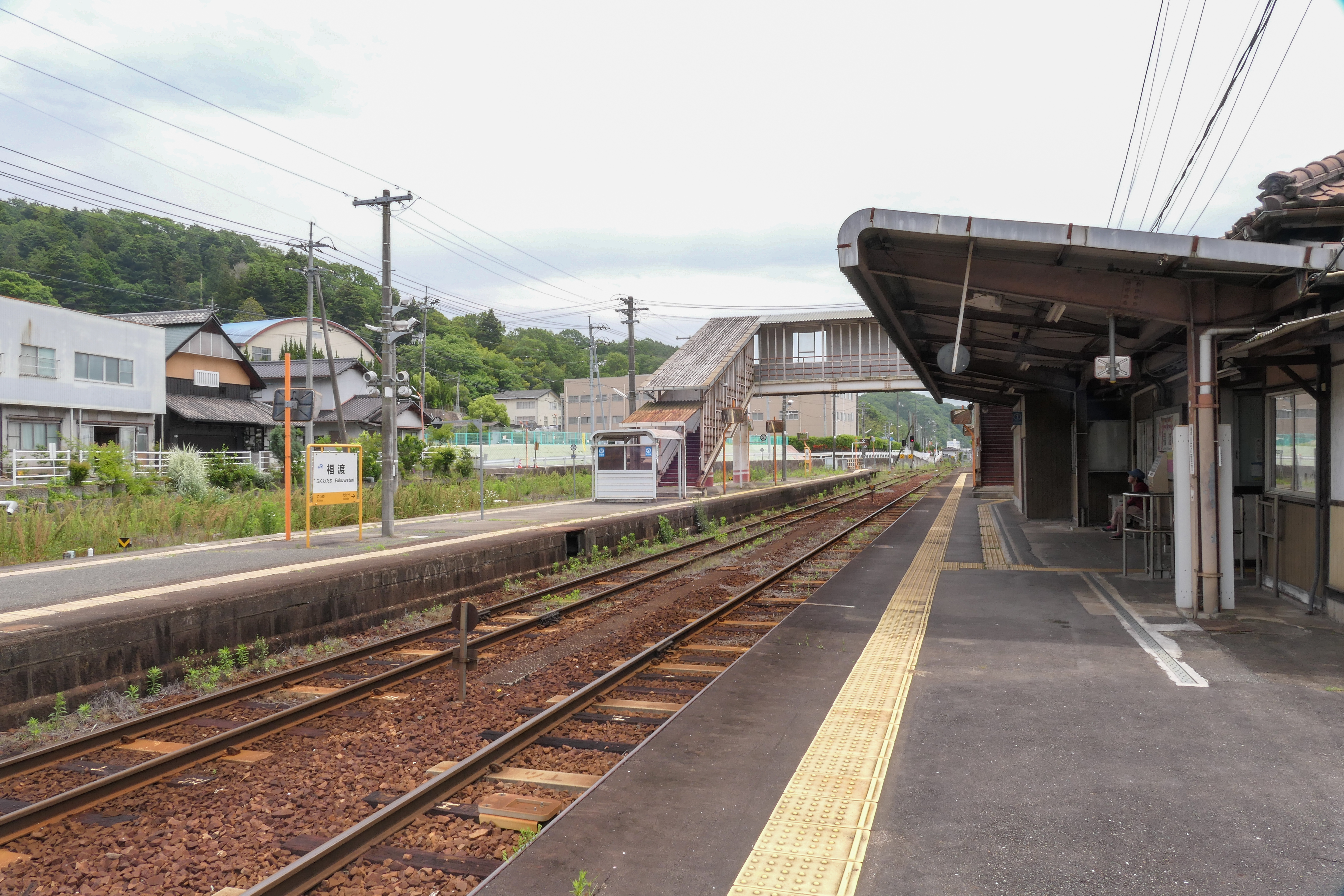
月台(2023年6月)

車站是一座地面車站，設有1面1線單式月台和1面2線的島式月台，共有2面3線的月台，可進行列車交會和進行折返。木造車站大樓位於單式1號月台側，各月台之間設有跨線橋連接。在島式月台上設有候車室。
此站是由岡山站管理的無人車站。在2011年前，此站是由岡山站管理的業務委託車站，委托了JR西日本岡山Maintec負責車站業務。當時日間部分時段於售票櫃臺進行售票。另外，於車站大樓內設有自動售票機。

### 月台
| 月台 | 路線   | 上下行 | 方向           | 備註                        |
| ---- | ------ | ------ | -------------- | --------------------------- |
| 1    | 津山線 | 上行   | 津山、鳥取方向 | 從此站出發的列車使用3號月台 |
| 2・3 | 津山線 | 下行   | 岡山方向       |                             |

1號月台是上行本線，2號月台是下行本線，3號月台是上下行副本線。1號月台可折返往岡山方向。在2010年3月12日前，日間於此站折返的列車會使用1號月台，翌日起該列車的運輸區間縮短至金川站折返。折返列車會使用3號月台。
在津山線中途站中，此站是唯一設有上下行線和本線的車站。

## 使用狀況
以下為近年1日平均乘車人次列表：
| 乘車人次變化 | 乘車人次變化    |
| 年度         | 1日平均乘車人次 |
| ------------ | --------------- |
| 1999         | 443             |
| 2000         | 420             |
| 2001         | 386             |
| 2002         | 378             |
| 2003         | 410             |
| 2004         | 398             |
| 2005         | 374             |
| 2006         | 312             |
| 2007         | 273             |
| 2008         | 269             |
| 2009         | 266             |
| 2010         | 261             |
| 2011         | 258             |
| 2012         | 238             |
| 2013         | 239             |
| 2014         | 243             |
| 2015         | 272             |
| 2016         | 284             |
| 2017         | 264             |
| 2018         | 261             |

## 車站周邊
站前設有福渡商店街。
- 岡山市北區公所建部分所（前建部町公所）
  - 北區北保健中心建部分所
- 岡山市北消防署建部出張所
- 岡山市久米南町組合立國民健康保險福渡醫院
- 岡山北警署（日语：岡山北警察署）福渡駐在所
- 福渡郵局
- 中國銀行福渡分店
- 番茄銀行福渡分店
- 岡山·建部 醫療福祉專門學校（日语：岡山・建部 医療福祉専門学校）（舊 岡山縣立福渡高等學校（日语：岡山県立福渡高等学校））
- 國道53號（日语：国道53号）
- 國道484號（日语：国道484号）
- 岡山縣道423號福渡停車場線（日语：岡山県道423号福渡停車場線）
- 八幡溫泉（日语：八幡温泉郷）

## 巴士路線
- 御津·建部社區巴士（日语：中鉄バス#コミュニティバス）

## 相鄰車站
西日本旅客鐵道（JR西日本）
 津山線
■快速「壽」（津山站至岡山站之間快速列車，除了下列列車）
弓削－福渡－（部分停建部）－金川
■快速「壽」（津山站至岡山站之間快速列車，只有下行一班）
神目→福渡→金川
■普通
神目－福渡－建部

## 注腳
1. ↑  岡山縣統計年報

## 外部連結
- 福渡｜車站資訊：JR出門網 - 西日本旅客鐵道（日語）